# Drinkin', Lechin' & Lyin'
Albums de Boss Hog
pas d'enregistrement précédent Cold Hands
(1990)
Drinkin', Lechin' & Lyin' est le premier extended play et même le premier enregistrement de Boss Hog. Il a été commercialisé au format vinyle et CD.

## Liste des titres
1. Trigger, Man
2. Pull Out
3. Spanish Fly
4. Dandelion
5. Sugar Bunny
6. Fix Me

## Commentaires
Cet extended play a été enregistré par la première formation de Boss Hog, c'est-à-dire avec Jerry Teel, Pete Shore, Kurt Wolf et Charlie Ondras autour de Jon Spencer et de Cristina Martinez.
Comme à l'accoutumée, on peut voir Cristina Martinez sur la pochette de cet album, totalement nue à l'exception de bottes et de gants en vinyle. Contrairement aux autres pochettes où elle apparaît nue, sa poitrine et son pubis sont parfaitement visibles sur celle-ci.